# Aeropuerto de Yeisk
El aeropuerto de Yeisk (del ruso: Аэропорт Ейск) es un aeropuerto de líneas aéreas nacionales del krai de Krasnodar, en Rusia. Está situado a 5 km al sureste del centro de Yeisk, en el raión de Yeisk y 190 km al nordeste de Krasnodar.
Es un aeropuerto de clase B, que acoge aviones del tipo Tu-134, An-12 y Tu-204 y helicópteros de todos los tipos. Cuenta con dos pistas asfaltadas. A partir de 2010 estaba conectado a Moscú con vuelos operados por Nordavia con aviones ATR 42/72,. La principal compañía que opera los vuelos del aeropuerto es Basel Aero.
Tiene su origen en una base del 959º Regimiento de Bombarderos parte del 4º Ejército del Aire. Sigue teniendo uso militar (base de aviones Su-24 hasta 2009). Es usado por el Instituto Superior de Aviación Militar de Yeisk) desde 2010. Se ha planeado para 2011 la renovación y ampliación de sus pistas de aterrizaje hasta los 3 500x60 en relación con la construcción del área de juego Azov-City, por lo que el transporte de pasajeros se ha detenido.

## Historia
- 1950 — Creación del aeropuerto de Yeisk como parte de la Aeroempresa Unida de Krasnodar.
- 1957 — Puesta en funcionamiento del pequeño edificio de la terminal. Vuelos a Krasnodar y Rostov del Don con aviones An-2.
- 1980 — Construido un nuevo edificio de la terminal. Se ha abierto la línea aérea Krasnodar — Yeisk — Mariúpol — Donetsk en Il-12 e Il-14, y en L-410 de producción checa.
- 1993 — Cese de los transportes aéreos.
- 1995 — Se cierra el aeropuerto y se despide a los trabajadores.
- 1999 — El aeropuerto es rescatado por una compañía privada. Es comenzada su renovación.
- 2000 — Vuelos de la compañía Karat entre Yeisk y Vnúkovo en An-24 y Yak-40.
- 2006 — En la línea Moscú-Yeisk comienza a volar la nave Tu-134. El Tiempo de vuelo de Moscú a Eysk se reduce a la mitad.
- 2008 — Las instalaciones del aeropuerto eran rescatadas por un nuevo propietario, OOO Aeroport-Yeisk con fondos de Basic Element.
- 2009—2010 — El aeropuerto empezaba a aceptar los aviones ATR-42 y ATR-72 de la compañía UTair Aviation.
- 2011 — Renovación de la pista. Transporte de pasajeros detenido.